# Escursionismo

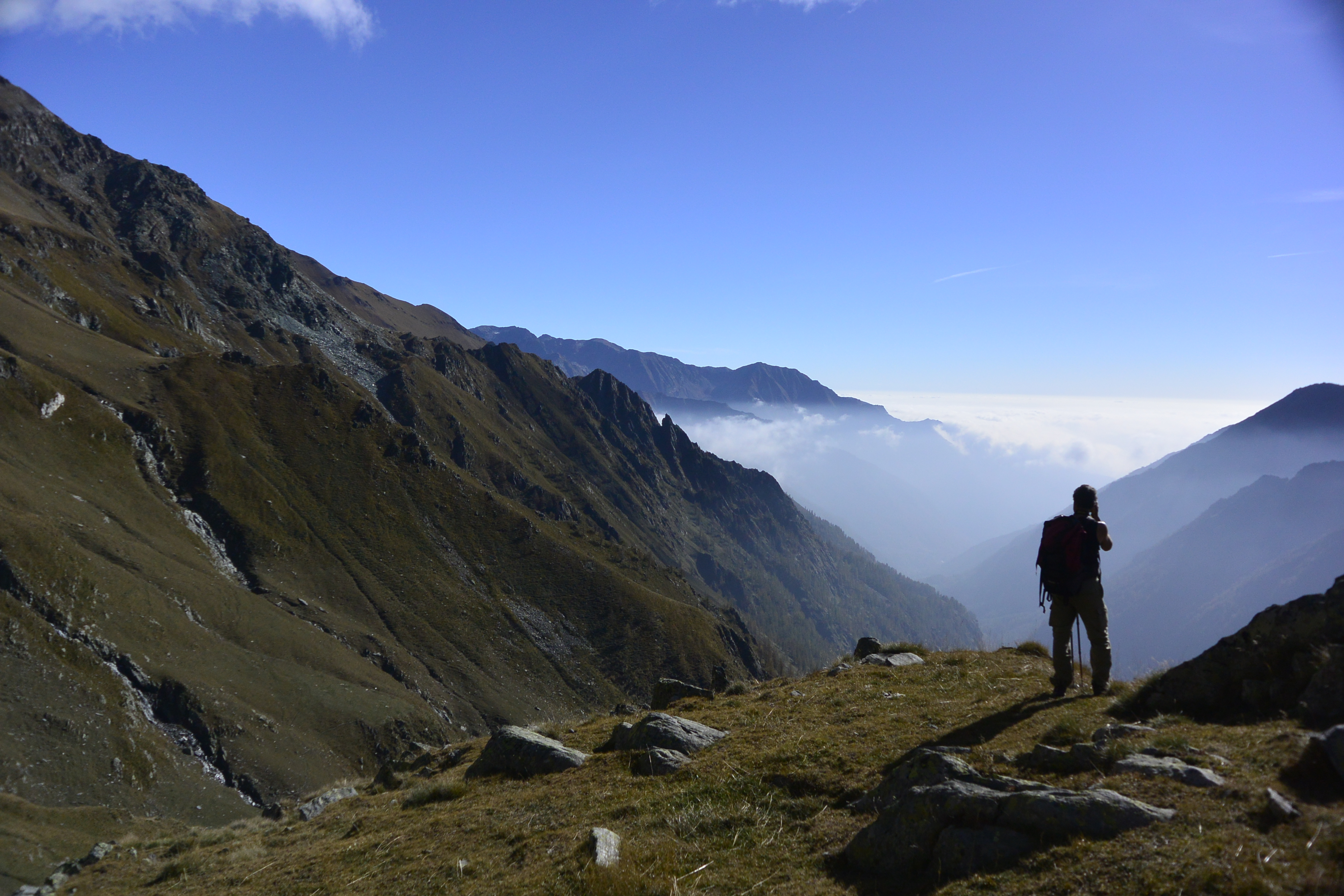
Un escursionista si gode il panorama alpino

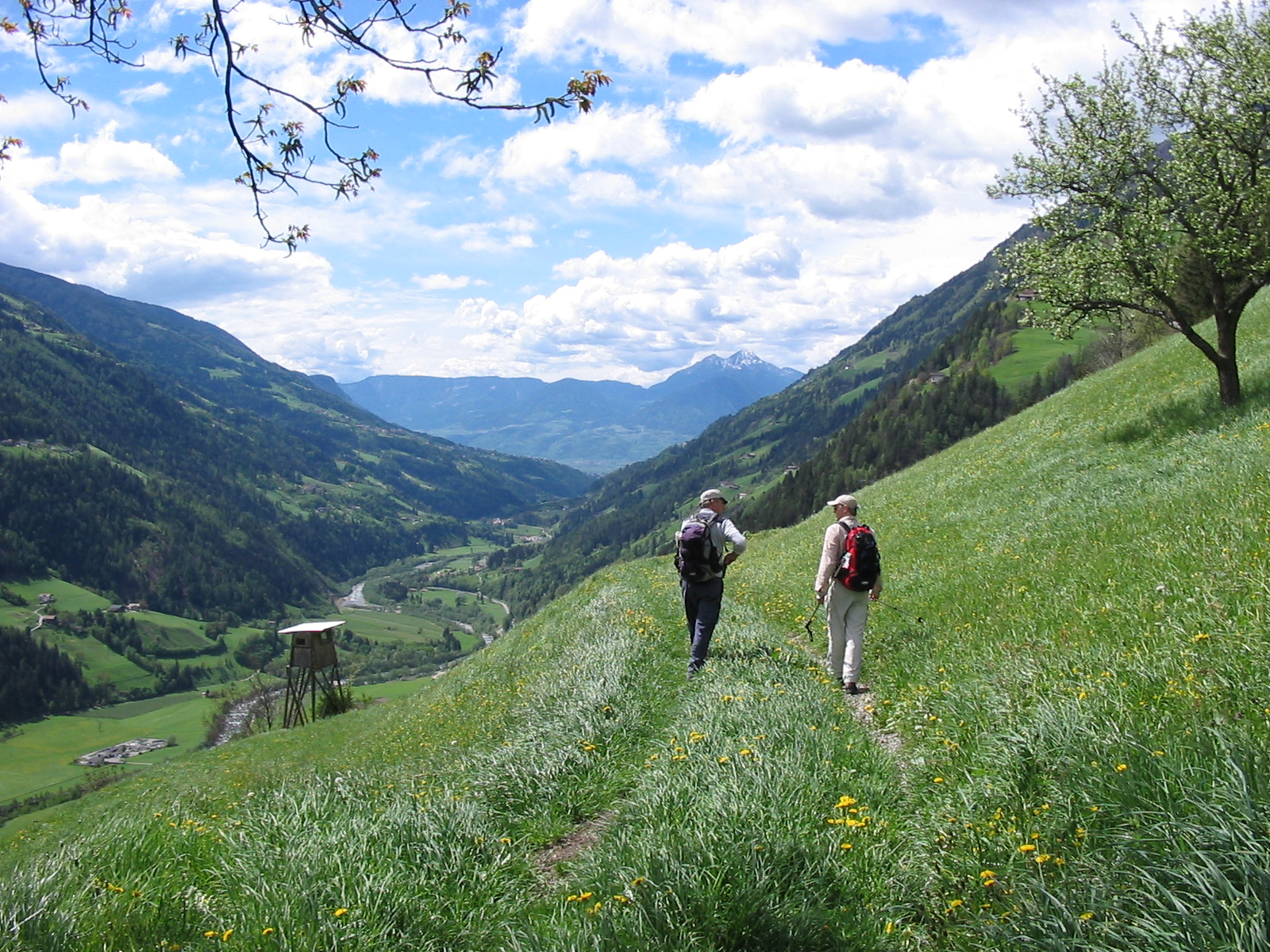
Escursionismo nel sentiero alta via meranese

L'escursionismo è un'attività motoria e sportiva basata sul camminare nel territorio a scopo di studio o svago, lungo percorsi poco agevoli che tipicamente non possono essere percorsi con i mezzi di trasporto convenzionali (sentieri, sentieri a lunga percorrenza, alte vie, mulattiere, ippovie ecc.); spesso, derivando il termine dalla lingua inglese, viene indicato anche come trekking o hiking con il primo termine che deriva dal verbo inglese to trek, che significa intraprendere un viaggio lungo e faticoso, tipicamente a piedi, mentre il secondo deriva dal verbo inglese to hike, che significa camminare in campagna.

## Descrizione

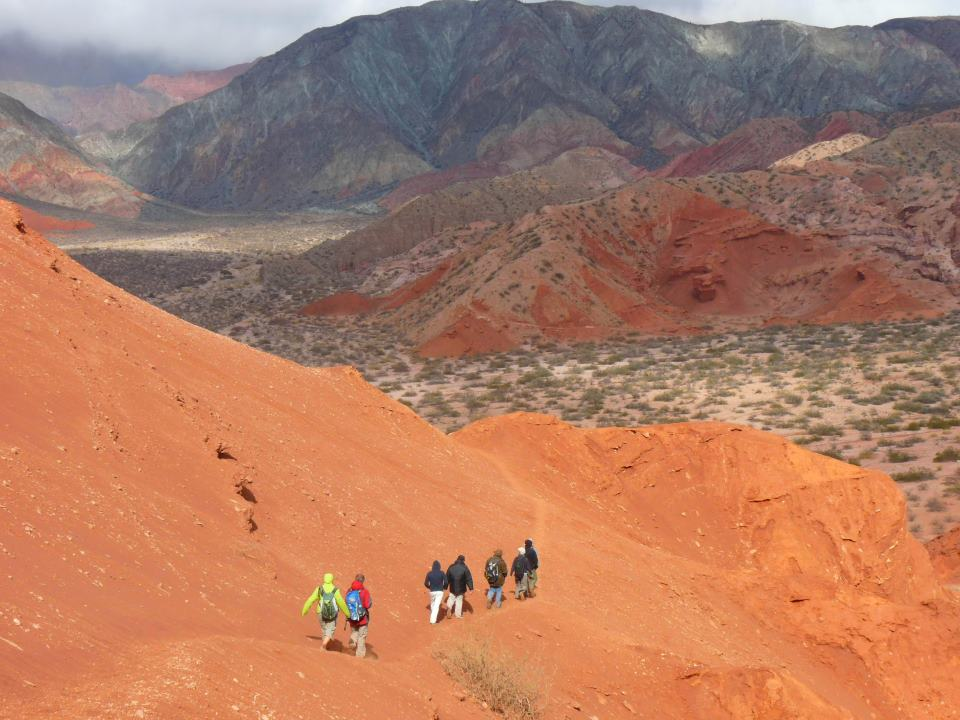
Escursionismo in Argentina

Normalmente l'escursionismo si svolge in montagna o comunque in un ambiente naturale, e può essere accompagnato da attività naturalistiche quali l'osservazione degli uccelli, l'osservazione di specie botaniche o anche la visita di monumenti o fenomeni naturali posti lungo il percorso. Un'escursione molto lunga che tende ad attraversare un massiccio montuoso o un gruppo montuoso è detta traversata. Si parla anche di escursionismo urbano, con riferimento all'escursionismo svolto nelle città e periferie. Un racconto esemplare è La passeggiata di Robert Walser.
L'escursionista seriamente motivato deve avere rispetto dell'ambiente che attraversa, evitare di fare rumore, rispettare i sentieri, non manomettere la segnaletica, non lasciare rifiuti (che potranno essere compattati e trasportati fino a un cestino, o meglio ancora in un centro abitato a fondo valle). Non cogliere specie botaniche protette o molestare animali selvatici, accendere fuochi solamente in luogo adatto e con adeguata competenza, spegnerlo accuratamente prima della partenza, non gettare mozziconi di sigaretta o fazzoletti di carta. È tradizione tra gli escursionisti quella di salutarsi quando ci si incontra lungo un sentiero, oltreché, per quanto possibile, di aiutare altri escursionisti in difficoltà.
Complementari all'escursionismo, in quanto svolte in ambiente similare ma con altri mezzi di trasporto, sono le escursioni a cavallo, le escursioni someggiate, quelle in mountain bike, in canoa, lo sci di fondo e lo scialpinismo. L'escursionismo è inoltre preliminare ad attività quali l'arrampicata e l'alpinismo.

### Preparazione

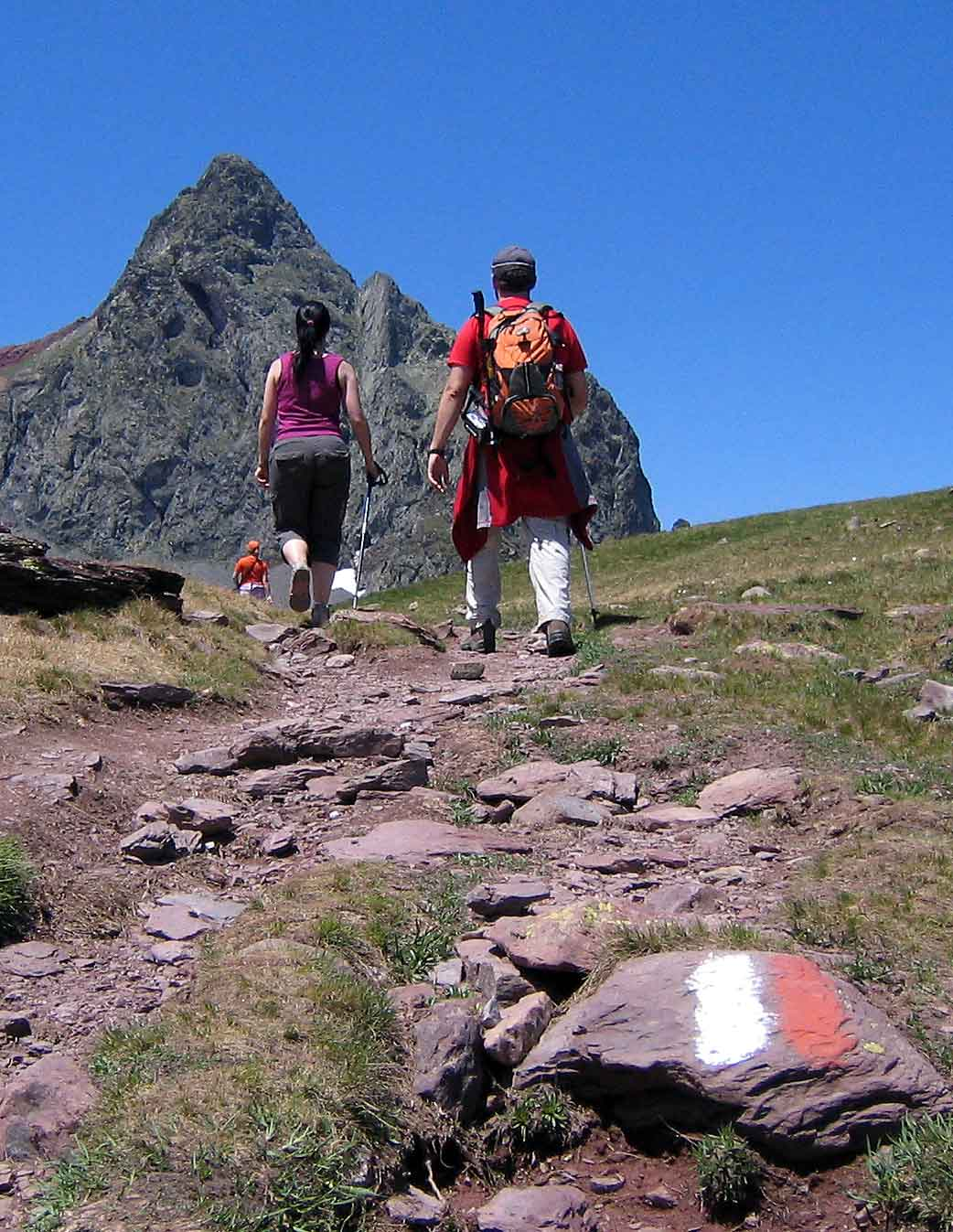
Escursione in Spagna, nei pressi del picco Anayet, nei Pirenei

Per evitare problemi anche gravi, quali per esempio lo smarrimento o il trovarsi coinvolti in un temporale improvviso, è necessario pianificare in anticipo diversi elementi:
- il percorso, il profilo altimetrico, il dislivello complessivo, la natura del suolo, i punti di orientamento;
- la durata prevista, le tappe, i rifugi;
- le condizioni meteorologiche previste;
- l'abbigliamento e in particolare le calzature;
- l'equipaggiamento (accessori minimi, zaini, tende, fornelli da campo e stoviglie ecc);
- le scorte di acqua e alimenti.

### Abbigliamento
L'abbigliamento è naturalmente legato alla stagione, ma comunque si devono tenere in considerazione eventuali peggioramenti delle condizioni meteorologiche. Si dovrà sempre includere un abbigliamento impermeabile da indossare in caso di emergenza. Impiegare preferibilmente scarponi adatti al tipo di terreno che si affronterà e calzini specifici per l'escursionismo (in genere privi di cuciture e con struttura differenziata per un maggior agio). Per questi ultimi (a differenza di quanto si possa comunemente immaginare) la lana è più che adatta anche d'estate. Su scarponi e calzini si consiglia di puntare alla migliore qualità possibile (sono elementi essenziali).

### Equipaggiamento

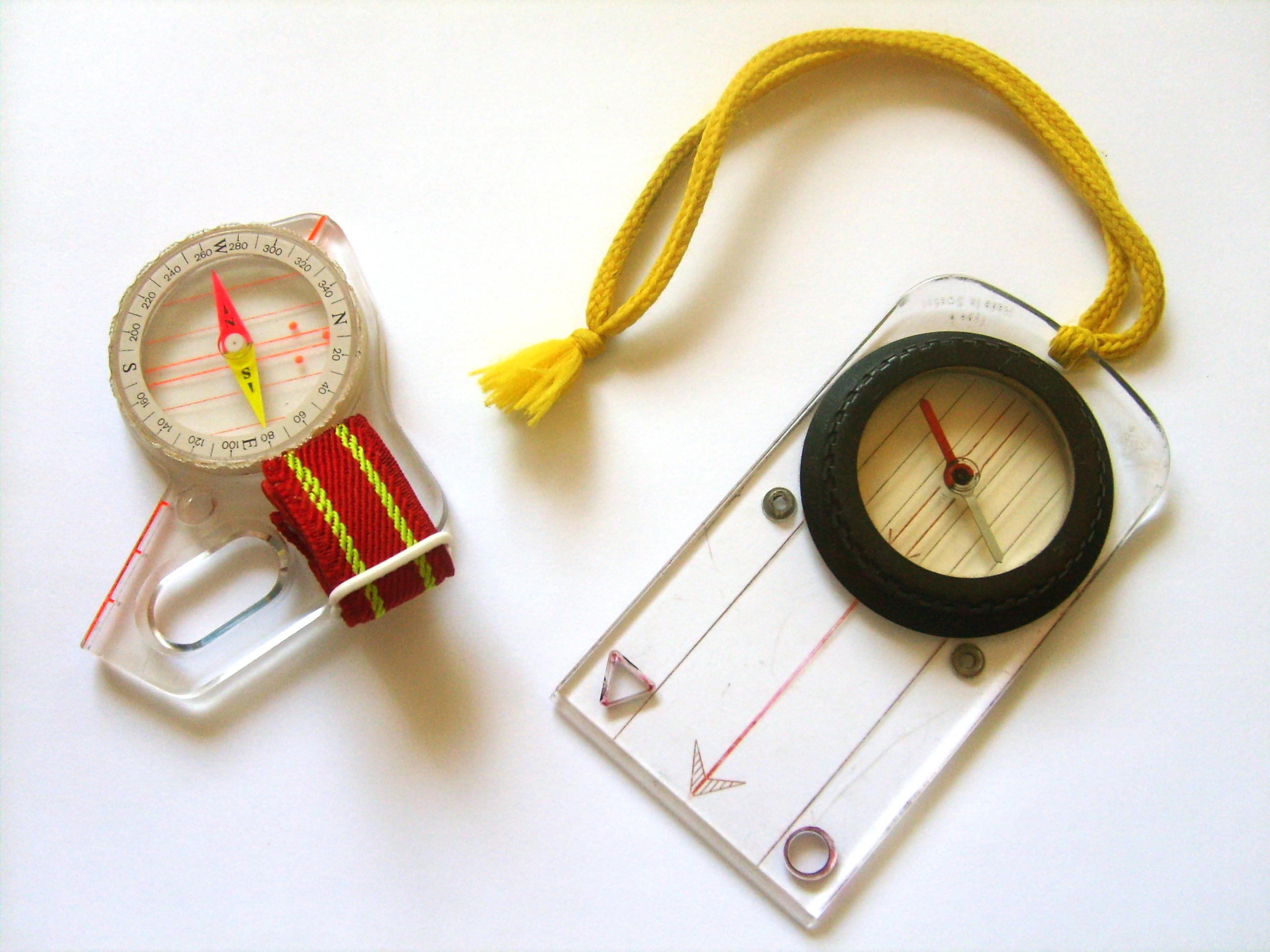
Bussole da orientamento

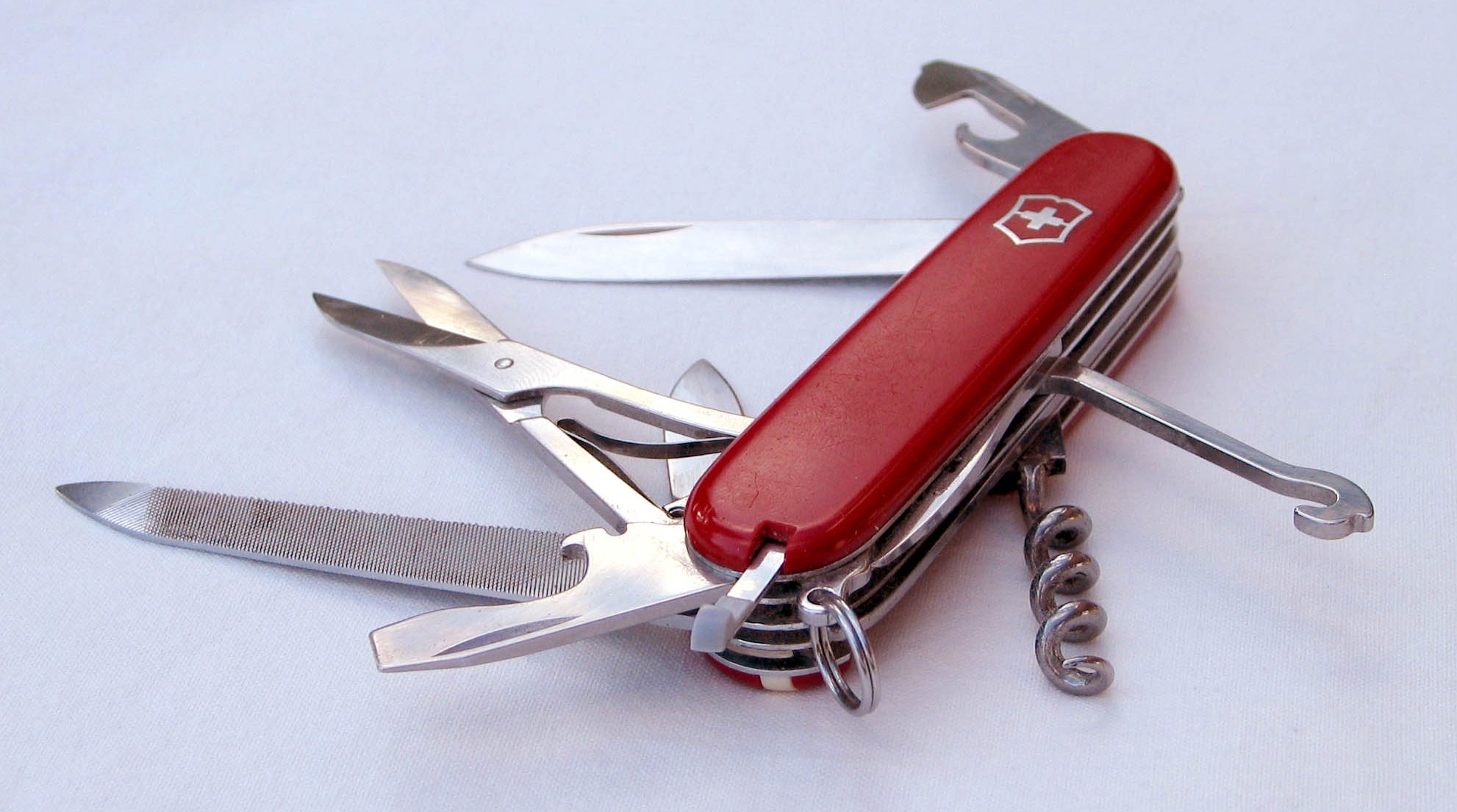
Coltellino multiuso

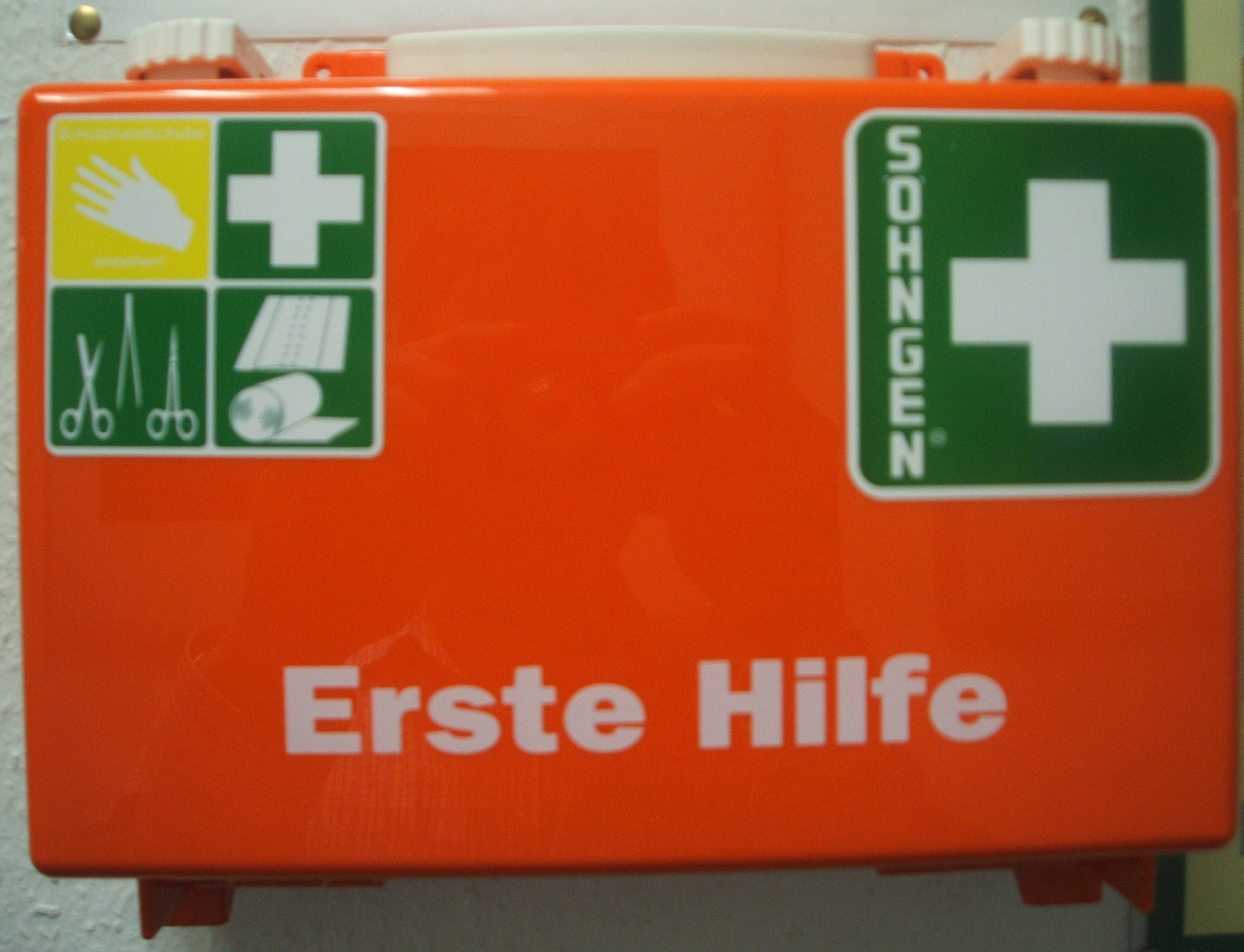
Kit di pronto soccorso

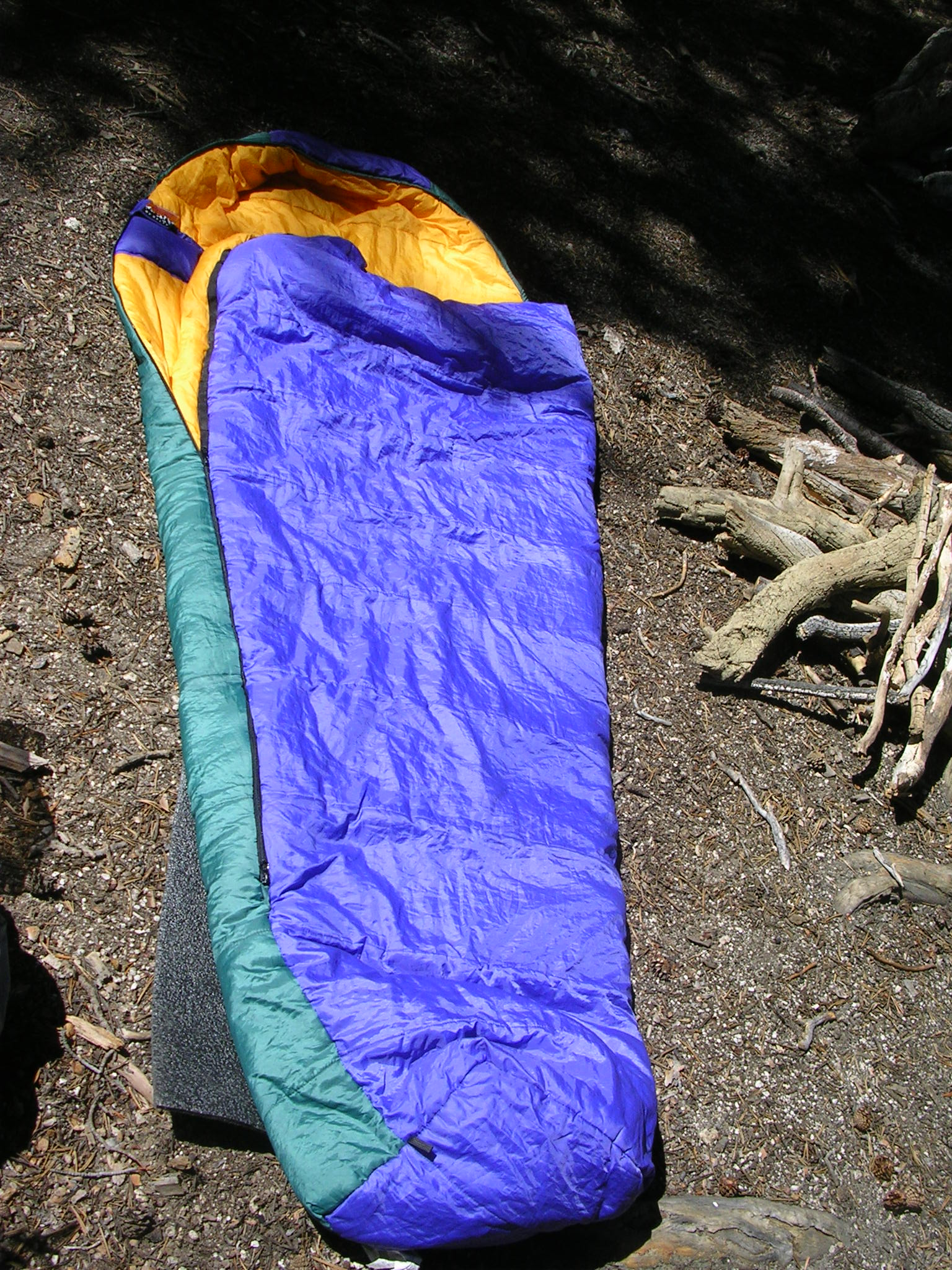
Sacco a pelo

Per quanto riguarda l'equipaggiamento, questo deve comprendere gli elementi necessari per l'orientamento e accessori utili in caso di difficoltà. In particolare (soprattutto se non accompagnati da guide abilitate o da escursionisti esperti del luogo) per qualunque escursione è consigliabile portare con sé una serie di accessori utili anche se non tutti indispensabili:
- una carta geografica dettagliata del luogo da esplorare, possibilmente almeno in scala 1:25.000 e militare o, in Italia, del  CAI;
- una bussola e facoltativamente (non in alternativa) un ricevitore GPS;
- un coltello multiuso (tipo coltello svizzero);
- una coperta isotermica;
- un kit di pronto soccorso;
- una scorta di acqua (bere regolarmente per evitare di perdere sali minerali) e viveri energetici (ad es. biscotti integrali e/o dietetici, ma anche cibo in scatola). Il cioccolato, seppur molto diffuso tra i praticanti, non è indicato in quanto è composto quasi interamente da grassi, che sono di difficile e lenta assimilazione. Molto meglio utilizzare zuccheri semplici come il fruttosio (ma non il saccarosio, che causa picchi glicemici), oppure le maltodestrine;
- occhiali da sole certificati (fondamentale è la protezione 4 in caso di escursioni su neve o ghiaccio);
- crema solare (indispensabile) con fattore di protezione UV adeguato all'altitudine e alle ore di marcia;
- un fischietto (utile per i segnali di soccorso);
- una torcia o lampada frontale (utile quando il tramonto ti sorprende);
- guanti e cuffia (per eventuali cali di temperatura anche in estate)
- un telefonino (verificare copertura segnale in base alla località) ben carico (batterie e credito telefonico). Utili anche due walkie-talkie per tenere compatto il gruppo di escursionisti (uno in testa e uno in coda);
- abbigliamento, possibilmente "a strati" adeguato alla stagione e al meteo;
- il caschetto (in particolare in alta montagna e in vicinanza delle pareti rocciose);
- bastoni o racchette da escursionismo che utilizzando la forza propulsiva degli arti superiori facilitano l'avanzamento sul percorso abbassando senso di fatica e anche il rischio di scivolamento o caduta;
- cordino (5 metri), per stendere e altri usi (legature, steccature, tracolle, ecc.).

Per escursioni di più giorni, a seconda delle necessità è consigliato aggiungere:
- sacco a pelo (adeguato alla stagione, in base alle temperature previste);
- il saccolenzuolo (obbligatorio in molti rifugi);
- telo per ripararsi oppure;
- tenda, e fornello da campo;

Oltre all'equipaggiamento minimo:
- nei tratti su ghiacciaio è obbligatorio l'uso di ramponi e piccozza, e in presenza di crepacci è consigliabile procedere in cordata;
- lungo le vie ferrate è obbligatorio l'uso di imbragatura, caschetto, set da ferrata (composto da dissipatore, due moschettoni e uno spezzone di corda opportunamente predisposto), e sono consigliati scarponi abbastanza rigidi e dei guanti che non impediscano l'uso dei moschettoni (simili a quelli dei ciclisti);
- nel caso sia previsto il guado di torrenti o l'attraversamento di punti particolarmente esposti o pericolosi, è consigliabile che la comitiva porti con sé uno spezzone di corda di almeno venti metri.

### Orientamento

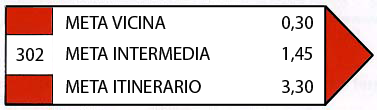
Tipico segnavia bianco e rosso utilizzato sui sentieri in Italia

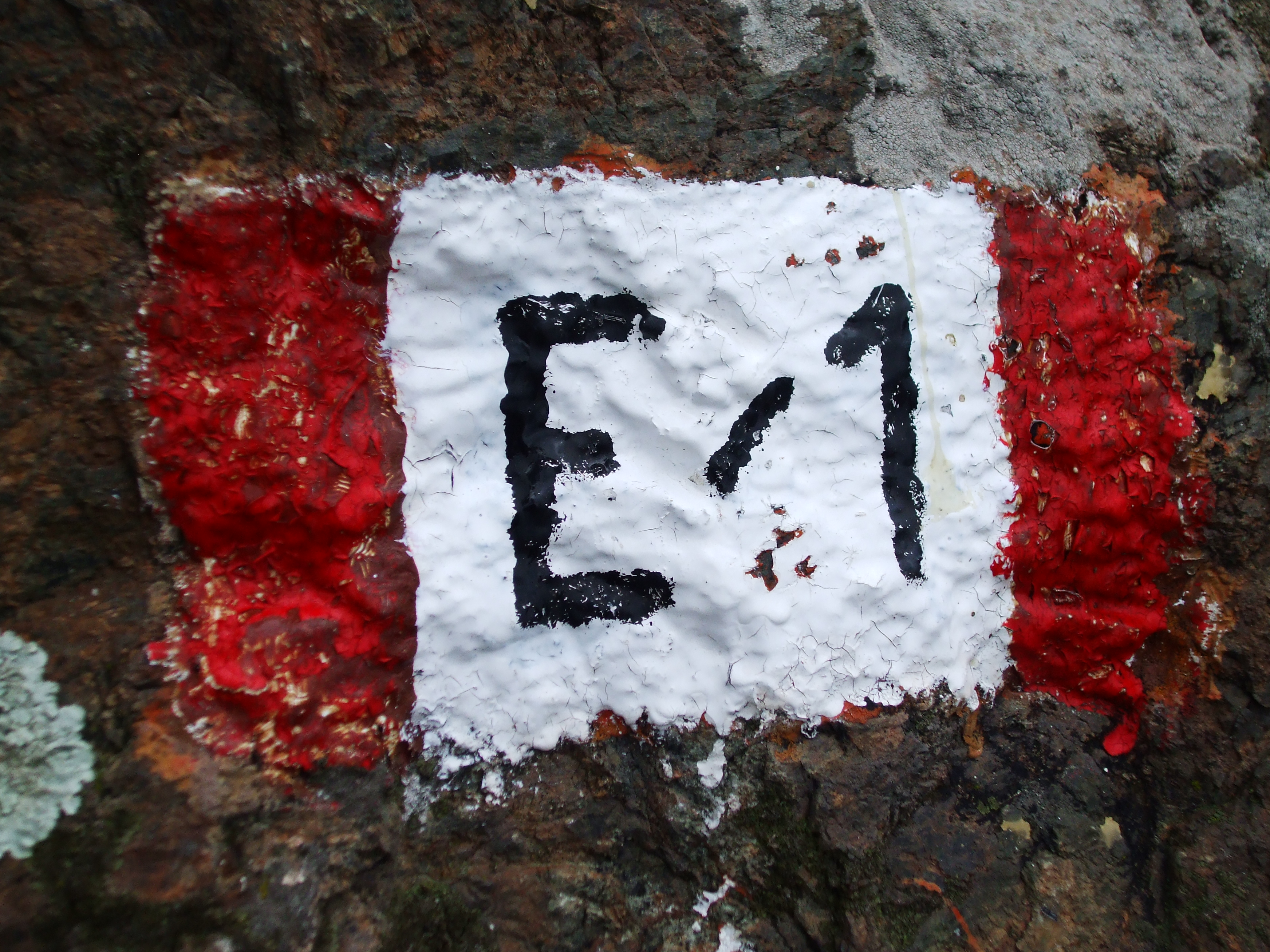
Segnavia sulle alture di Pegli

Per evitare di smarrirsi è innanzitutto opportuno rimanere entro i sentieri segnati. Il Club Alpino Italiano e altre organizzazioni di portata locale o regionale si occupano di segnare e manutenere la segnaletica. Il CAI e numerose case editrici (Kompass, Tabacco, Multigraphics, IGC) pubblicano le carte dei sentieri in cui sono tracciati i percorsi assieme ad altre informazioni (posizioni dei rifugi, bivacchi, posti tappa). Normalmente alle estremità delle tratte sono indicati i colori identificativi per i diversi sentieri, con il numero di riferimento usato sulle mappe e guide e la durata prevista. Questa durata in genere non considera le soste.
È da tenere ben presente che almeno in Italia non è prevista una segnaletica normalizzata per la tracciatura dei sentieri: nella maggior parte del territorio italiano si fa uso delle bandierine bianco-rosse con indicato il numero del sentiero, ma specie al centro-sud si usano dei simboli colorati per differenziare i vari sentieri presenti in una zona. In Valle d'Aosta invece la segnaletica è di colore giallo.  In Liguria, nelle province di Genova e Savona e nelle aree piemontesi contigue è utilizzata la segnaletica con pittogrammi geometrici di colore rosso per il versante tirrenico e giallo per il versante padano, la linea di spartiacque è segnata con due pallini blu.Non vi è nemmeno alcuna norma riguardante i tempi di percorrenza. Se la marcia avviene in un gruppo numeroso, occorre evitare che gli elementi più veloci stacchino i più lenti e inesperti. Il gruppo deve rimanere compatto.
La tecnologia moderna offre diversi mezzi di orientamento e soccorso, tra cui telefono cellulare e GPS. Il telefono deve essere considerato però solamente un di più, non ci si deve fare un affidamento assoluto, poiché la copertura non è sempre assicurata. Più utile potrebbe essere un ricetrasmettitore radio in grado di operare su bande dove inviare richieste di soccorso. Per essere ragionevolmente sicuri di avere sempre un collegamento con la pianura occorre portare con sé un telefono satellitare, che è molto costoso. Anche il GPS potrebbe scaricare le batterie.
Prima di partire è opportuno cercare di imparare bene il territorio sul quale ci si muoverà, in particolare i sentieri segnati, la posizione di eventuali punti di riferimento, l'altimetria e l'orientamento generale rispetto ai punti cardinali. Per escursioni in zone anche solo relativamente isolate, a meno di non conoscere già bene il territorio in cui ci si muove è indispensabile avere con sé una carta topografica dettagliata (almeno in scala 1:25000) e naturalmente saperla leggere ed orientare correttamente. Per orientarsi rispetto ai punti cardinali lo strumento migliore è la bussola oppure un ricevitore GPS. Un buon escursionista è in grado di orientarsi anche guardando il sole (tenendo conto dell'ora del giorno) o le costellazioni di notte. Se si dovesse incontrare una casa isolata dotata di antenna parabolica, si consideri che questa è orientata approssimativamente verso sud. L'altitudine può essere stimata (anche se con molta approssimazione) dalle specie vegetali presenti. Nella pratica dell'escursionismo è molto utile l'uso dell'altimetro, che permette di conoscere in tempo reale la quota a cui si è presenti. L'altimetro deve essere calibrato ogniqualvolta si passa per un punto di altitudine nota.
Sul territorio sono pressoché costantemente presenti dei punti di riferimento, a volte insospettati, sia naturali sia di origine antropica. Potrebbero essere affioramenti rocciosi rilevanti, torrenti, sorgenti ma anche ponti, edifici, ruderi, linee elettriche o idrauliche, impianti per telecomunicazioni.

### Strutture ricettive

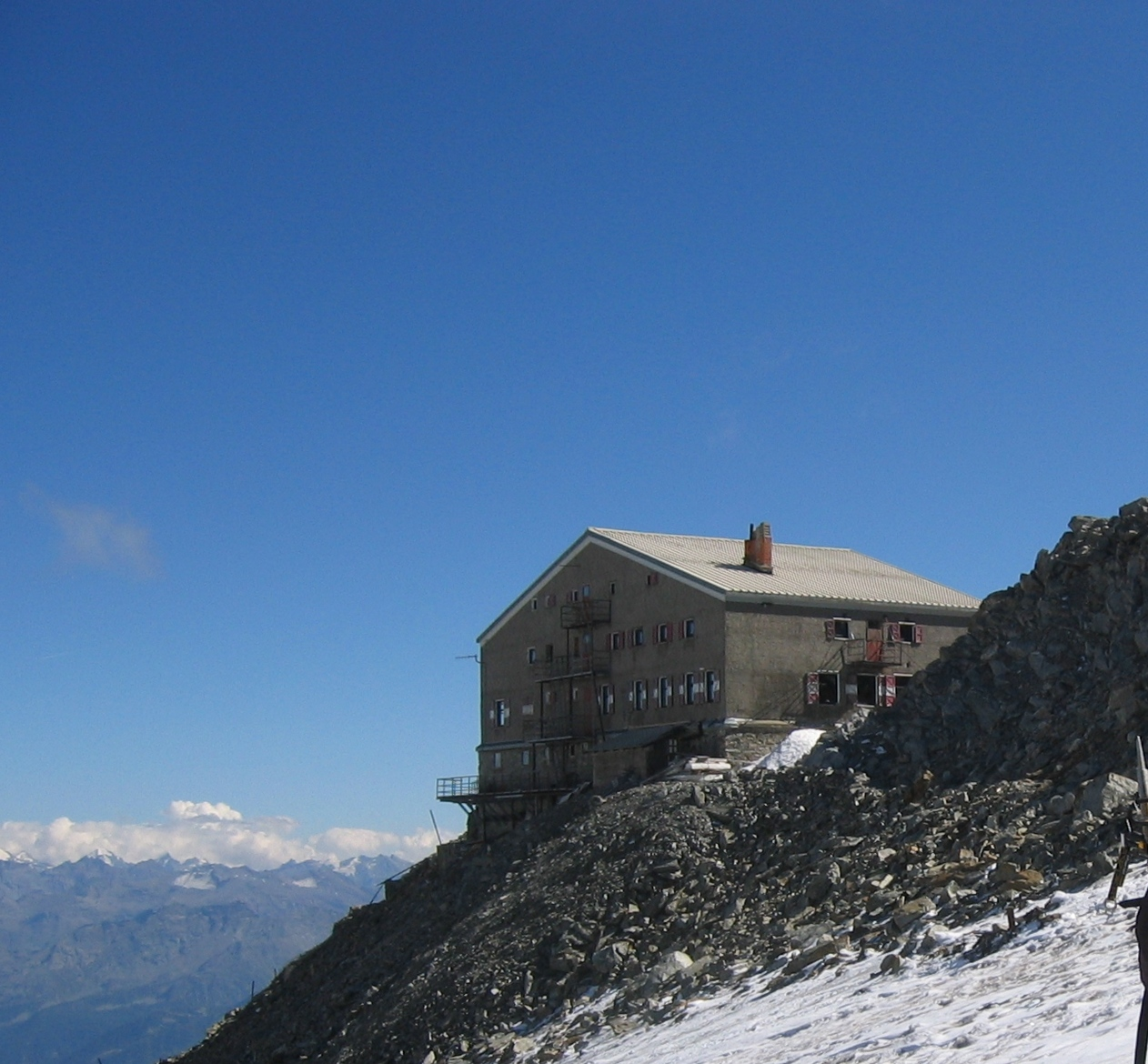
Rifugio alpino

Un escursionista durante un'escursione in montagna, spesso necessita di sostare presso una struttura ricettiva, in grado di fornire innanzitutto un riparo ma anche nutrimento. In montagna, a seconda delle altezze a cui ci si spinge, esistono diverse tipologie di strutture ricettive: il rifugio alpino, la casera, il bivacco e il campo base. Quando nella stagione invernale i rifugi sono solitamente chiusi, esistono i locali invernali che permettono all'escursionista un locale chiuso.

### Impatto ambientale
L'escursionismo esercita un impatto sull'ambiente naturale in cui viene praticato. L'effetto di massa di un alto numero di escursionisti può portare al degrado e all'impoverimento dell'ambiente, causato da approvvigionamento di legna per il fuoco, deiezioni, calpestio del suolo, uso (seppur necessario) di segnavia, inquinamento da rifiuti e inquinamento acustico, raccolta di minerali o fiori. Inoltre, l'accensione di fuochi e i mozziconi di sigaretta sono spesso causa di incendi. Molti escursionisti seguono la filosofia del "Non Lasciare Tracce", ovvero far sì che ogni futuro escursionista non si accorga del passaggio di precedenti persone. Tale filosofia si compone di regole ben precise rispetto a smaltimento dei rifiuti, imballaggi alimentari e rispetto dell'ambiente.

### Rischi e sicurezza
I rischi che possono presentarsi durante un'escursione a piedi anche breve possono suddividersi in fattori ambientali che incidono direttamente sulla salute fisica dell'escursionista dovuti all'ambiente fisico-meteorologico-climatico e fattori ambientali indiretti che incidono sull'incolumità fisica dovuti alle caratteristiche fisiche della montagna stessa:

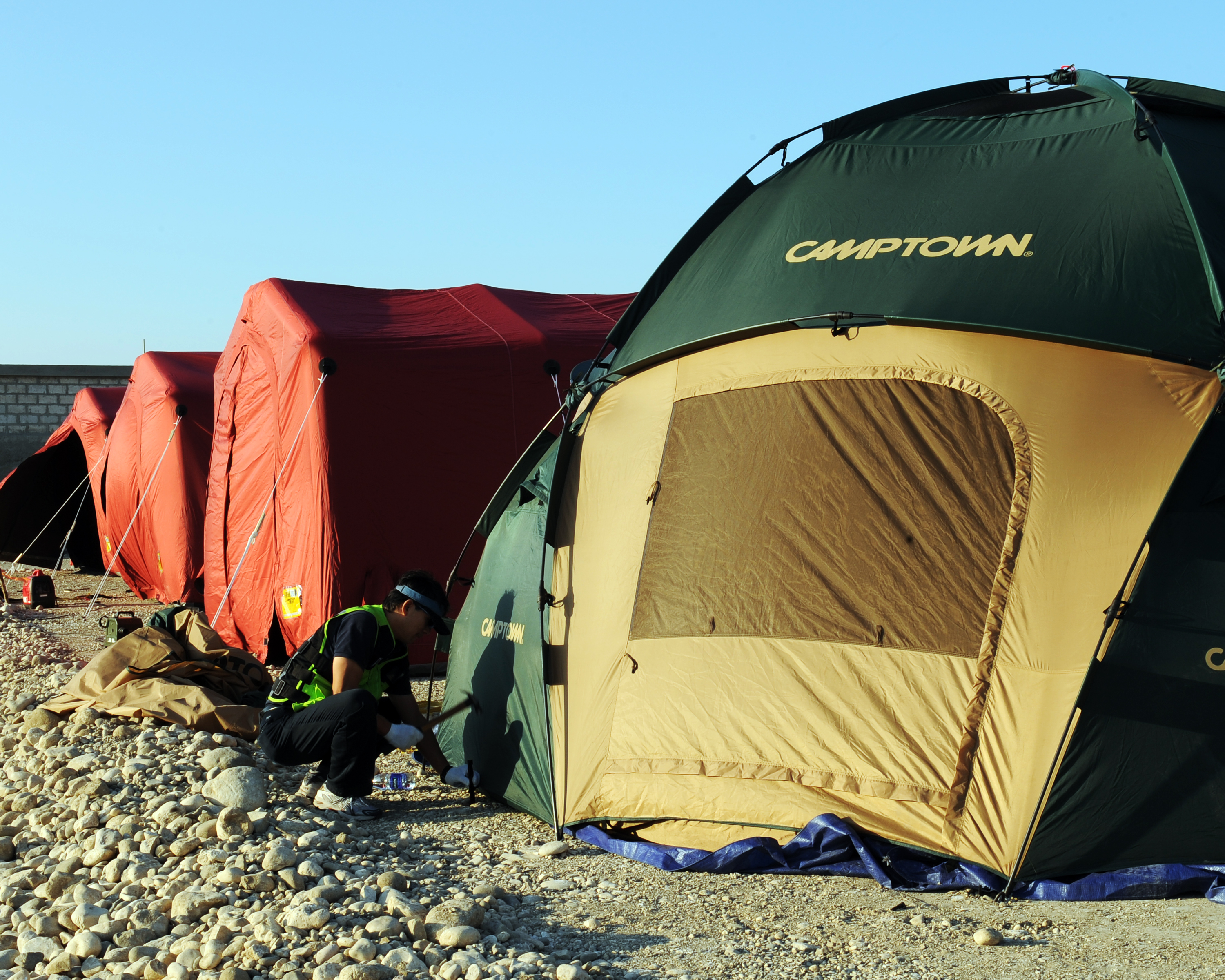
Tenda

Smarrimentoin certi territori vi si può perdere, se qualcuno avvisa il soccorso si iniziano ricerche molto costose.
Insolazioneè quindi consigliato di indossare cappelli e indumenti leggeri ma efficaci in caso di marcia sotto il sole diretto.
Disidratazionesi consiglia di prevedere una sufficiente scorta di acqua potabile, e di informarsi sulla potabilità e stagionalità delle sorgenti che si prevede di incontrare.
Mal di montagnauna condizione patologica causata dal mancato adattamento dell'organismo alle elevate altitudini. I sintomi leggeri comprendono mal di testa, tachicardia, vertigini e nausea. Le crisi acute possono portare all'edema polmonare e all'edema cerebrale. Alla comparsa dei primi sintomi, se possibile, scendere immediatamente di quota. Si consiglia di raggiungere gradualmente le quote elevate (specie oltre 3000 metri) e di fare frequenti soste (è sconsigliato recarsi in quota con funivie e seggiovie se non si è adeguatamente acclimatati). Si consiglia di bere molta acqua o bevande analcoliche.
Ipotermiaanche nella bella stagione, il vento può abbassare notevolmente la temperatura percepita, specialmente durante la notte; prevedere indumenti adatti e portare sempre giacche antivento (possibilmente anche con membrana impermeabile) facilmente riducibili in poco spazio nello zaino. È consigliabile un abbigliamento "a strati" (detto familiarmente "a cipolla") e l'utilizzo di indumenti che facilitino la traspirazione del sudore verso l'esterno (in pile o in microfibra). 

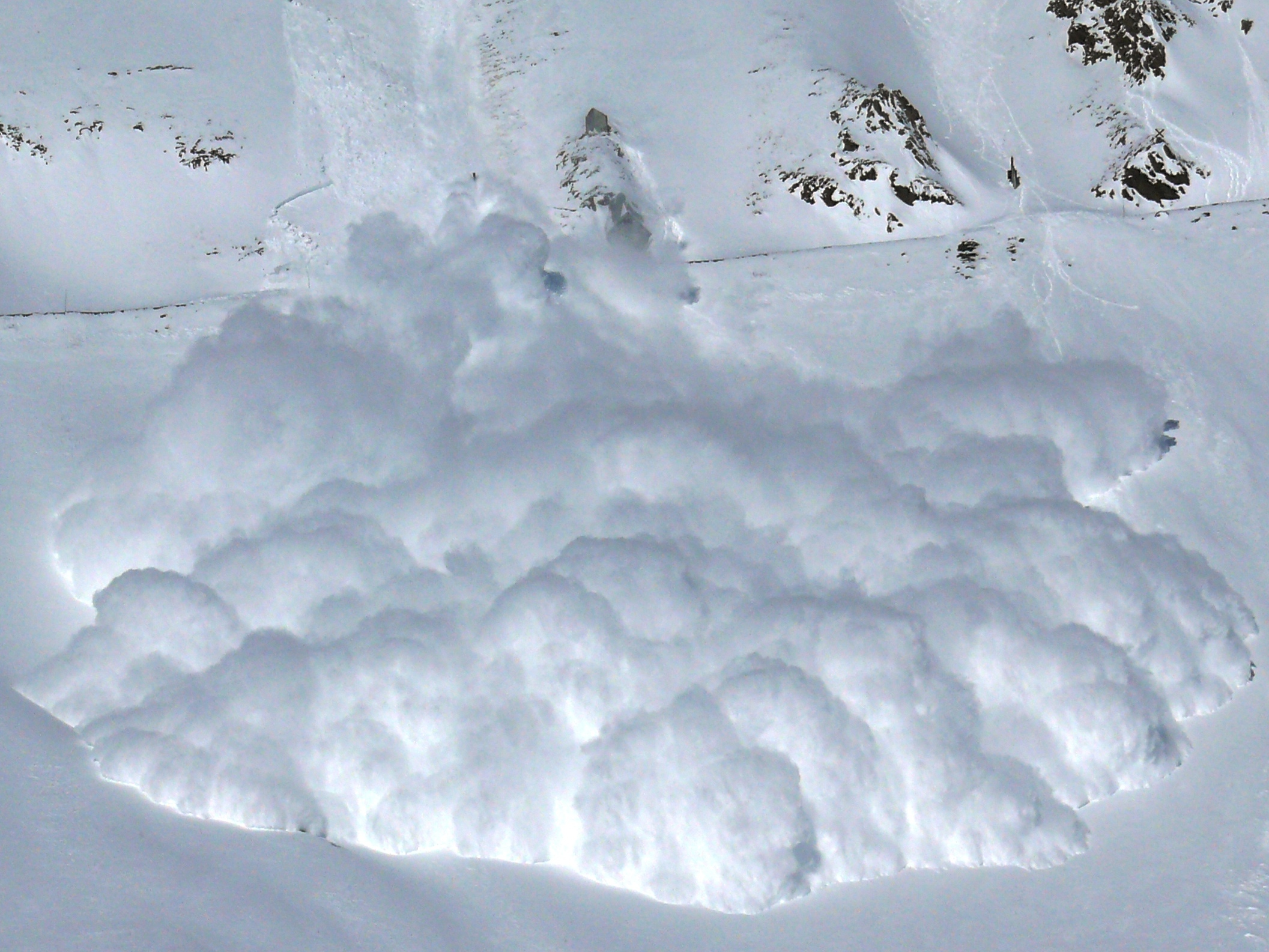
Una valanga

Congelamentoè tipico dell'escursionismo in ambienti estremamente freddi e inospitali (es. poli) oltre che dell'alpinismo d'alta quota e consiste in una lesione locale che interessa una o più parti del corpo di un organismo vivente in seguito all'azione del freddo sui tessuti.
Valanghetipico pericolo dell'escursionismo su ambiente innevato, sulla neve con sci o ciaspole fuori pista e al pari della caduta di massi presentano condizioni atmosferico-meteorologiche sfavorevoli che ne aumentano il rischio di distacco.
Caduta di massisu percorsi che si affacciano su pareti di roccia, che percorrono brecciai o in ascesa su pareti in arrampicata sportiva o su vie ferrate alpinistiche è possibile incontrare delle frane. Il fenomeno del tutto naturale e accidentale in quanto legato a normali fenomeni di erosione ha dei rischi che aumentano in particolari condizioni atmosferico-meteorologiche come ad esempio in seguito a forti precipitazioni atmosferiche e/o forti escursioni termiche.
Fulmininel caso di temporale un pericolo molto grave è rappresentato dai fulmini. Evitare di sostare in luoghi aperti, sotto alberi isolati, lungo le vie ferrate, in prossimità della vetta o di una cresta. Sono luoghi sicuri l'interno di grotte o rifugi (rimanendo comunque a più di un metro dall'entrata), automobili (che per la loro conformazione diventano una specie di gabbia di Faraday) e boschi (prestando attenzione a posizionarsi sotto un albero più basso rispetto a quelli vicini). 

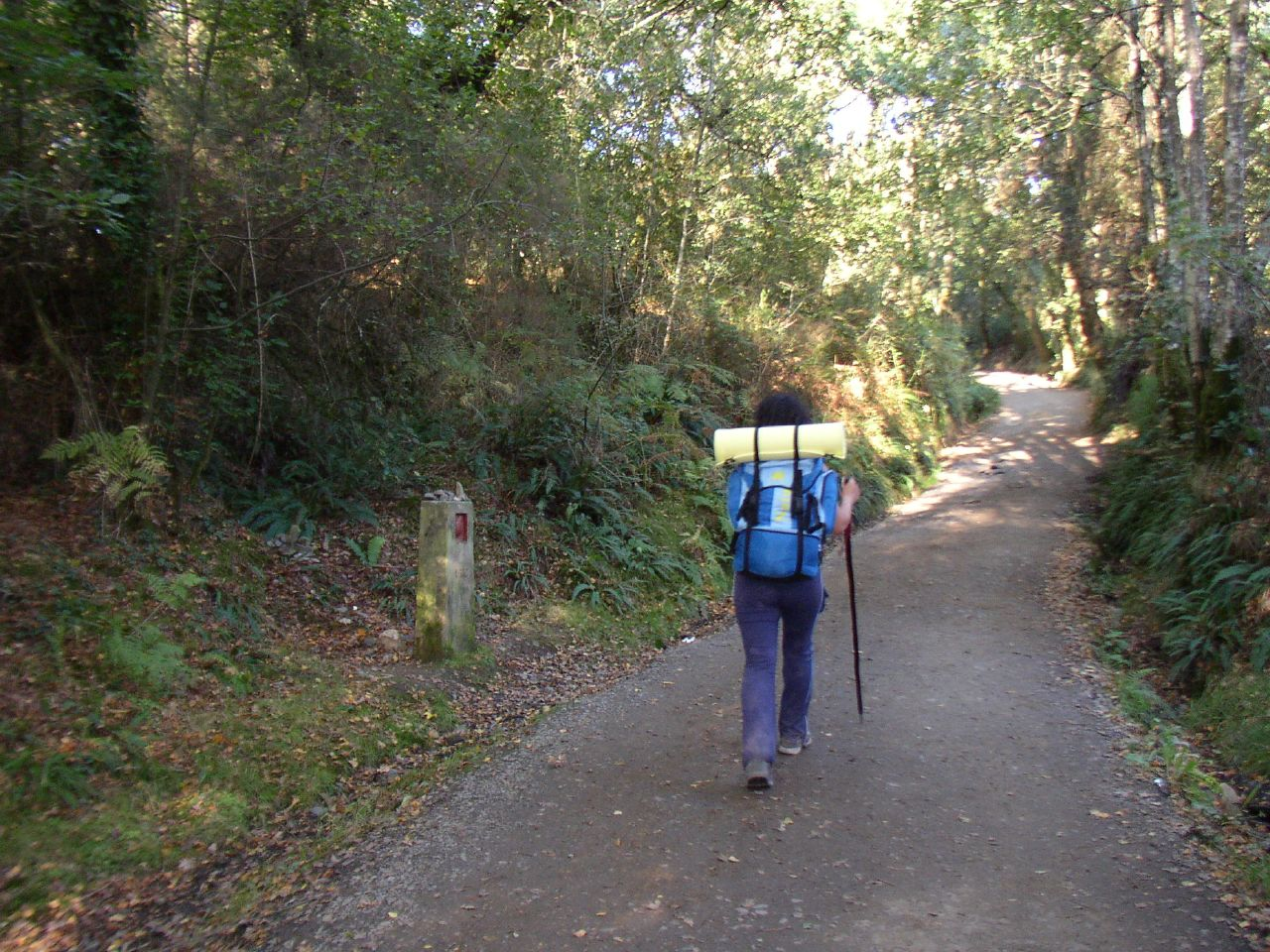
Tratto del Cammino di Santiago di Compostela

Inondazionisi consiglia di evitare di sostare in alvei fluviali o torrentizi anche se in secca, potrebbero essere invasi dall'acqua in seguito a manovre di impianti idroelettrici o piogge anche molto più a monte.
Vipere e altri animalidato che diverse zone d'Italia (ad eccezione della Sardegna), in particolare gli appennini e, soprattutto, le Alpi Orientali, ospitano alcune specie di vipere, occorre evitare di frugare con mani e piedi sotto pietre o nell'erba alta. Se questo è necessario, utilizzare un lungo bastone. Altri animali possono essere pericolosi: la zecca si può trasmettere dagli animali selvatici dei boschi all'uomo e veicolare infezioni. In alcune regioni sono presenti ragni velenosi e alcune specie di scorpioni.

## Scala delle difficoltà escursionistiche

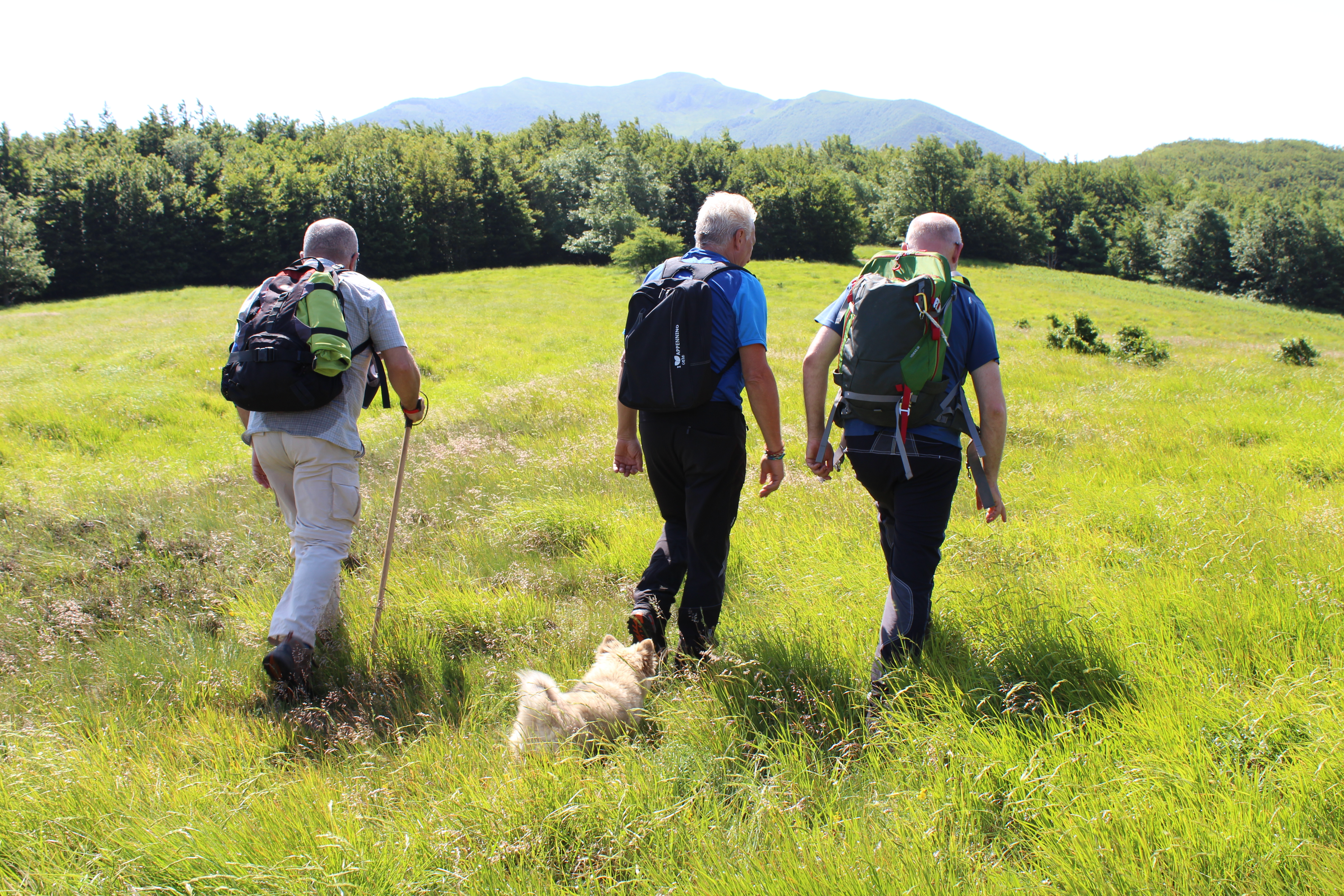
Tre escursionisti nel parco nazionale dell'Appennino Tosco-Emiliano.

Normalmente, nelle guide ogni itinerario viene classificato in base ad una scala di difficoltà, analoga al grado di difficoltà in uso per l'alpinismo o l'arrampicata, che riassume brevemente le caratteristiche di un percorso. Non esiste una scala riconosciuta internazionalmente, ed ogni paese ha le sue convenzioni.

### Italia
Di seguito i diversi gradi di difficoltà di un percorso utilizzati in Italia.
| Sigla | Descrizione                        | Caratteristiche |
| ----- | ---------------------------------- | --- |
| T     | Turistico                          | Itinerario su stradine o mulattiere ben tracciate. |
| E     | Escursionistico                    | Itinerario su sentieri o tracce di sentiero ben visibili, normalmente con segnalazioni. Può avere tratti ripidi; i tratti esposti sono di norma o protetti, o attrezzati. Può prevedere facili passaggi in roccia, non esposti e che comunque non richiedono conoscenze alpinistiche specifiche. |
| EE    | Escursionisti Esperti              | Itinerario generalmente segnalato, ma che richiede capacità di muoversi su terreni particolari, quali tratti su terreno impervio o infido, tratti rocciosi con lievi difficoltà tecniche (es. tratti attrezzati), tratti non segnalati, ecc.                                                     |
| EEA   | Escursionisti Esperti Attrezzati   | Percorso attrezzato che richiede l'utilizzo dell'attrezzatura per via ferrata. |
| EAI   | Escursionisti in Ambiente Innevato | Itinerario in ambiente innevato che richiede l'uso di racchette da neve, ma comunque su terreno senza grandi pendenze, con percorsi evidenti, e senza tratti esposti. |

### Svizzera
In Svizzera viene utilizzata una scala leggermente diversa, stabilita dal CAS (Club Alpino Svizzero), che prevede le seguenti difficoltà:
| Sigla | Denominazione                      | Sentiero / Terreno | Requisiti |
| ----- | ---------------------------------- | --- | --- |
| T1    | Escursione                         | Sentiero ben tracciato. Se segnalato secondo norme FSS: giallo. Terreno pianeggiante o poco inclinato, senza pericolo di cadute esposte. | Nessuno, anche con scarpe da ginnastica. Orientamento facile, percorribile anche senza cartina topografica                                                                                |
| T2    | Escursione di montagna             | Sentiero con tracciato evidente e salite regolari. Se segnalato secondo norme FSS: bianco-rosso-bianco. Terreno talvolta ripido, pericolo di cadute esposte non escluso. | Passo sicuro, scarponcini da escursionismo consigliati. Capacità elementari d'orientamento                                                                                                |
| T3    | Escursione di montagna impegnativa | Di regola traccia visibile sul terreno, passaggi esposti possono essere assicurati con corde o catene, eventualmente bisogna servirsi delle mani per l'equilibrio. Se segnalato secondo norme FSS: bianco-rosso-bianco. Singoli passaggi con pericolo di cadute esposte, pietraie, versanti erbosi senza traccia e cosparsi di roccette. | Passo sicuro, buoni scarponi da escursionismo. Discrete capacità d'orientamento Conoscenze base dell'ambiente alpino.                                                                     |
| T4    | Itinerario alpino                  | Sentiero non sempre individuabile, itinerario a tratti senza tracciato, talvolta bisogna servirsi delle mani per la progressione. Se segnalato secondo norme FSS: bianco-blu-bianco. Terreno abbastanza esposto, pendii erbosi delicati, versanti erbosi cosparsi di roccette, facili ghiacciai senza neve.                              | Dimestichezza con terreni esposti, scarponi da escursionismo robusti. Buone capacità d'orientamento e di valutazione del terreno. Conoscenze dell'ambiente alpino.                        |
| T5    | Itinerario alpino impegnativo      | Spesso senza traccia, singoli facili passaggi d'arrampicata fino al II. grado. Se segnalato secondo norme FSS: bianco-blu-bianco. Terreno esposto e impegnativo, ripidi versanti erbosi cosparsi di roccette, ghiacciai e nevai poco pericolosi.                                                                                         | Scarponi da montagna. Ottime capacità d'orientamento e sicurezza nella valutazione del terreno. Buone conoscenze dell'ambiente alpino e conoscenze base dell'impiego di piccozza e corda. |
| T6    | Itinerario alpino difficile        | Generalmente senza traccia, passaggi d'arrampicata fino al II. grado. Di regola non segnalato. Terreno spesso molto esposto, versanti erbosi e rocciosi molto delicati, ghiacciai con rischio di slittamento. | Eccellenti capacità d'orientamento. Ottime conoscenze dell'ambiente alpino e dimestichezza nell'uso di materiale tecnico d'alpinismo.                                                     |

### Francia
La scala utilizzata in Francia prevede i seguenti gradi:
| Sigla | Caratteristiche |
| ----- | --- |
| R1    | Escursione accessibile a tutti, facile. Itinerario evidente su sentiero segnalato.                                                                               |
| R2    | Escursione accessibile alla maggioranza degli escursionisti. L'itinerario può avere dei passaggi fuori sentiero, ma non presenta difficoltà rilevanti            |
| R3    | Itinerario che richiede una certa esperienza, e può svilupparsi su terreno parzialmente esposto. Richiede senso del terreno e nozioni di orientamento.           |
| R4    | Itinerario per escursionisti esperti. Passaggi esposti o aerei, ricerca dell'itinerario.                                                                         |
| R5    | Escursione che si avvicina all'alpinismo facile. Progressione su ghiacciaio, uso della corda, di piccozza e ramponi, passaggi molto esposti, arrampicata facile. |

## Stima dei tempi di percorrenza
I tempi di percorrenza delle escursioni in montagna vengono stimati in prima approssimazione in base al dislivello da percorrere. Il Club Alpino Italiano generalmente ipotizza che un escursionista mediamente allenato percorra 300-350 metri di dislivello positivo all'ora. In discesa il tempo di percorrenza evidentemente si riduce, in genere a circa i 2/3 di quello stimato per la salita. Se invece lo sviluppo planimetrico dell'escursione diventa preponderante (come ad esempio in pianura) più che i dislivelli nella stima dei tempi vengono considerati i km percorsi in un'ora. In questo caso il valore medio ipotizzato dal CAI è di 4 km/ora.